# Barbara Heeb
Pour les articles homonymes, voir Heeb.
Barbara Heeb, née le 13 février 1969 à Altstätten, est une coureuse cycliste suisse. Elle a notamment été championne du monde sur route en 1996, et trois fois championne de Suisse sur route.

## Palmarès

### Palmarès sur route
- 1990
  -  Championne de Suisse sur route
- 1992
  - 2e du Postgiro
  - 3e du championnat de Suisse sur route
  - 3e du Tour de Berne
- 1994
  - 2e du championnat de Suisse sur route
  - 3e du Gran Premio d'Apertura
- 1995
  -  Championne de Suisse sur route
  - 2e du championnat de Suisse du contre-la-montre
  - 2e du Tour de Berne
- 1996
  -  Championne du monde sur route
  -  Championne de Suisse du contre-la-montre
  - Tour de Toscane féminin-Mémorial Michela Fanini
  - Grand Prix de Francfort
  - 2e du Tour de Berne
  - 3e du championnat de Suisse sur route
  - 3e du Gracia Orlova
  - 8e de la course en ligne de Jeux olympiques d'Atlanta
  - 10e du championnat du monde du contre-la-montre
- 1997
  -  Championne de Suisse du contre-la-montre
  - 12e étape secteur b du Tour cycliste féminin
  - Tour de Nuremberg
  - 2e du championnat de Suisse sur route
  - 2e du Tour cycliste féminin
  - 2e du Tour de Thuringe
  - 2e du Gracia Orlova
  - 3e du Tour du Trentin
- 1998
  -  Championne de Suisse sur route
  - Tour de Nuremberg
  - 8eb étape du Tour cycliste féminin
  - 2e du Tour de Berne
  - 3e du Tour d'Italie
  - 3e de la Coupe du monde cycliste féminine de Montréal
- 1999
  - 6e de la Coupe du monde cycliste féminine de Montréal
  - 10e de la World Cup Hamilton City
- 2003
  - 2e du championnat de Suisse sur route
  - 10e de la Coupe du monde cycliste féminine de Montréal
- 2004
  - 4e de la Coupe du monde cycliste féminine de Montréal
  - 7e du Grand Prix de Plouay
  - 10e de la Flèche wallonne

### Palmarès sur piste
- 2003
  - 3e du championnat de Suisse de l'omnium